# イペタム
イペタム/イペタㇺ（アイヌ語ローマ字表記：ipetam, ibetam）は、北海道のアイヌの伝説にある妖刀。

## 語釈
エペタム、エベタム（Epe-tam）、イベタム、イベタンと表記されることもある。
語意は ipe（食う）tam（刀）、「食う剣」。「イペタム」は、「もの食う刀」、妖刀（人喰い刀）、「人を食う刀、霊剣」などの意の意味の一般名詞。
「妖刀」という表現が多い。徳川にあだなす妖刀村正のことは周知の伝説であるが、イペタムについても"人喰刀と云つて內地の村正の如くアイヌ達は恐れて居た"という解説がみえる（ § 沙流も参照）。
また、毒気をおびた刀をルーカネエムシ (rukane emush、またはルカネエムㇱ rukane emus)と称す。 

## 概要
カタカタと鳴り、血に喜ぶ、または1度抜いたら人を斬って血を見るまでおさまらないとされる刀であり、空中を飛んできて人を斬るという恐ろしい刀である。
箱の中で石をゴリゴリやキリキリ音をたてて食べるとも（旭川）、革ひもをカタカタ食べる（沙流）とも伝わる。手持ちの刃物の目釘をゆるめてカタカタ鳴らし、イベタムと思い込ませて盗賊を追い払ったという逸話は、各地に伝わる
2振りの妖刀がエペタムで、岩を食べてたが、底無し沼に捨てると、2本の突起のある巨岩がそそり立ったという説話があり（ § 旭川・上川 参照）。
また、2振りの妖刀が男剣ピンネモソミ、女剣マッネモソミという拵えの種類を伝えるが、いずれも「人（物）食い剣」（エペタム）であり、フリカムイの討伐に使われた、とされる説話もある（ § 網走・美幌（海岸の洞窟） 参照）。
釧路桂恋には、宝を盗んだ身ごもった女を容赦せずイペタムで切ったので、「妊婦を切った刀」を意味するオボコロベ（オポコロペ）の異名を授かったという説話もある（ § 釧路桂恋 参照）。
ポンヤウンペが持つ短刀であるという伝承もある（ § 隠された人食い刀 参照）。

## 類型
このほかにイペオプ/イペオㇷ゚（ipeop）の槍すなわち人食い槍（人を食う矛イベオプとも表記）の伝説もある。
ソウサムシペ(sosamushpe＝オサムㇱペ、ソサムㇱペ osamuspe, sosamuspe、壁掛け大刀)のような護身刀で切られると、けっして致命傷はまぬかれないなどと信じられた。

## 各地の妖刀伝説

### 旭川・上川
ある旭川の伝承によれば、ある老人が2振のエペタム(人を食う刀)を持っていた。物を食べさせないと騒ぐので、箱の中に石を入れるとキリキリ音をたてて食べた。このままでは自分も食われると思って底無し沼（アサムサクト、asam-sak-to）に納めると、沼の脇に2本の刀形の岩が水底から立つようになった。
また別の伝承では、旅人が「イペタムには石をあてがっておくといい」というので、鉄の箱に石と一緒に入れたところ、石を削る音がしてしばらくは動きださなかった。しかし再び抜け出して人を襲い始め、底なし沼へ捨てたところ、ようやく何事もなくなった。沼の傍らには、いまもエペタムシュマ（人をくう刀の岩）がそそりたっているという。
これらの伝承に登場する巨岩は、現在の旭川市神居町忠和にある、水神龍王神社の立岩であるという。
異聞、題して「イペタムと水神の話」は旧・上川郡上川町の伝説であるが、これによると、その昔の代の、上川アイヌの酋長の家系には（文中とはイペタム言明されない）刀が、古くて煤けたキナ包（ガマの茎のむしろ、下記異聞参照）にくるまれて、神窓に吊り下げられて伝わり、開封してみることが禁じられていた。ある酋長に代替わりした時、包みから目もくらむような妖しい光が漏れ出すようになった。夜毎に妖光が走り去り、村（コタン）のどこかの家に侵入するのだが、するとその家の者は斬殺され死んでいた。恐れた酋長が包みを山に捨てても川に捨てても、石狩川の一番の深みに捨てても、いつの間にかキナ包はひとりでに家に戻っていた。
ほとほと困り果てたところ、神のお告げがあり、ホトイパウシ（「呼ぶ丘」）下の沼に切り立った巨岩に、祭壇を作って祈ればよい、と教示された。沼のほとりの巨岩で祈っているとエゾイタチが現れ、咥えたクルミをその底なし沼に落とすと、鏡のように凪いでいた水面が、風もないのに急にさざ波立った。これは神の使いであると、祈りの言葉を添えて妖刀を沼に投げ入れたところ、以後は凶事は起こらなくなった。水面の波と見えたのは無数の小蛇が蠢いていたのだったという。村人たちは、小蛇たちが水神の使い、エゾイタチ（エコンノンノ）が山の神の使いであったろう、とささやき合った。
ほぼ同じ内容で「神居村の人食刀岩（エペタムシュマ）」（旭川市神居町の伝説）が伝わる。やはりガマで織った莚にくるんだ凶刀を鎮めるため、忠別川の川口にホトイパウシ（の丘）を見つけ、祭壇を祀り、底なし沼に刀を投じて収束した。その祭壇の場所を、「エペタムシュマ(人を食う刀の岩)」と称し、語り手の当時、"伊能駅（伊納駅、廃駅）と近文駅の中間"に所在したとする。

### 沙流
昔、強くて狂暴な十勝アイヌの群盗が、沙流アイヌの村を次々と掠奪していた。十勝アイヌがある村を襲ったが、このとき村人はみな猟に出ていて、老婆がひとり留守を守っていた。襲撃に気づいた老婆は、目釘のゆるんだ鉈を振ってカタカタと音を立てた。その音を聞きつけた十勝アイヌは、あわてて逃げ去った。沙流にはイペタム（エペタム Epe-tam）という刀が伝わっていた。イペタムは、細い革（トント Tonto）といっしょに箱に入れておけばカタカタと音を立てながら革を喰うが、ときには箱から抜け出して人を斬り殺すという妖刀だった。十勝アイヌは、老婆が立てた音をイペタムが立てた音だと勘違いして、逃げたのだった。
別の伝承では、沙流アイヌの村々を襲うのは十勝アイヌだけでなく、石狩アイヌも掠奪を行なっている。また、イペタムと村正を関連づけて語られている。

### むかわ町穂別
昔、娘が畑を耕していたところへ、日高アイヌが川下の方から攻め上がってきた。襲撃に気づいた娘は、急いで肌着をまくって前屈みになり、お尻を出してホパラタ（魔除け）しながら逃げ出した。日高アイヌはそれを見たら目がくらんで、娘の姿を見ることができなくなってしまった。ややあって、娘が砦に登っていくのが見えたので、日高アイヌは砦に攻め寄せた。砦の男たちは皆狩りに出ていたので、留守を守っていた老婆が、目釘の緩んだ鎌鉈を振ってカッタカッタと音を鳴らした。老婆が立てた音を人食い刀のイペタムが立てた音だと勘違いした日高アイヌは、着物をまくり、褌を外してホパラタしながら逃げ去った。

### 様似
昔、様似の村長がエンルム岬に砦を構えていた。村長はイペタムという刀を持っており、このイペタムは自分の意思を持ち、自ら人間に切りかかって殺すという、恐ろしい武器だった。ある日、村長が持っているイペタムを奪おうと砦に攻め込んだ者がいて戦いになったが、なかなか勝負がつかず、にらみ合いが続いた。ある朝、村長が見張り台に登ると、対岸に鯨が打ち上げられて、カモメがたくさん群れているのが見えた。喜んだ村長は手下を連れてそこに駆けつけたが、村長が見たのは鯨ではなく、砂を盛って作った小山だった。小山の上には小魚が撒き散らしてあって、この小魚ほしさにカモメが集まっていたのだった。これは敵の策略で、村長たちが砦を留守にしていた隙に、イペタムは敵に奪われてしまった。

### 網走・美幌（海岸の洞窟）
昔、網走川の河口から北に進むと、沖に二つ岩という岩塊と、海岸のペシュイ（浜）の洞窟があった。洞窟に入ると途中で二股に道が分かれ、左へ曲がれば川の対岸（網走市大曲）の崖のペシュイの洞窟に出るが、右へ曲がると冥界に行くという。昔ある時、フーリがペシュイに住みつき、村人を襲って喰らった。網走モヨロの村には、一抜きで千人斬るという細身の男剣ピンネモソミがあり、美幌の村には同じく一抜き千人斬りの細身の女剣マッネモソミがあったので、モヨロの6人の勇士が男剣を持って退治に出た。その道中で、子を負った女がフーリにさらわれ洞窟に引きずり込まれていたので、3人が剣と共に駆け込み、後の3人が遅れて駆け込んだ。後の3人は崖の洞窟から戻ってきたが、先の3人は戻ってこず、フーリも現れなくなった。これ以来、モヨロには名刀がなくなった。その後、もう一羽のフーリが二つ岩に止まっていたので、今度は美幌の女剣を借り出して退治しようとした。岩へ葦の茎で橋をかけて渡ろうとしたが、茎が折れて渡れない。そこで剣を投げつけるとフーリを喰い殺したという。これらも人喰い刀（イペタム）なので、「喰い殺す」というのである。剣は岩の上で誰も取りに行かず、蛇になってぶら下がっていたがそのうちに消えてしまった。これ以来、美幌にも名刀がなくなった。洞窟は後にフーリシュイ（フーリの穴）と呼ばれた。
異聞では、個別の銘の二本という描写はなく、"エペタムという宝刀"をもった別働隊の3人がどうやら"ヒウリ（フリー）という巨鳥"を退治したが帰らぬ人となり、（妖刀をもたなかった？）もう片方の別働隊が網走川のほうの岩穴から無傷で戻って出てきた以後、その"ピシュイの穴"は地獄に通ずるから入ってはならぬ、と戒められた。

### 釧路桂恋
昔、釧路桂恋の酋長の家には、見事な鎧と刀が家宝として伝わり、鎧は竿にかけてチャシに立てて飾り、金具が光り輝くのを自慢していたが、刀の方は二重の箱に仕舞い込んで人には見せなかった。箱に干し魚を入れるといつの間にかなくなり、入れないと箱からガクガク音がして催促されるので絶やすことはなかった。これも妖刀（イペタム）なので、「生きた刀」として恐れられていた。光る鎧の話は各地に知れ渡り、北見の酋長の耳にも入った。北見の酋長はどうしても欲しくなり、盗み出そうと算段したが上手くいかない。そこで、男では警戒されるが、妊婦なら油断するだろうと、ある女を忍び込ませた。桂恋の者たちが漁に出た隙に鎧を盗み出したが、それに気づいた桂恋の酋長は刀を持って追いかけ、モシリヤチャシで追いついた。女の背後から切りつけ、胎児もろともに切り殺して鎧を取り戻したので、以後はその刀を妊婦を切った刀オボコロベというようになった。
また別の伝承では、桂恋のエカシの家に祖先伝来の宝刀が一本あり、イペタム（物を食う刀）と名付けられていた。この刀を納めて置く箱の中には、常に獣の骨を入れておき、箱の中からカタコトと音がするので開けて見ると、獣の骨は粉々になっているのだった。しかしエカシたちは、イペタムを放置して悪いことが起きては大変だと考え、明治30年頃に、イペタムに石を括りつけて海に沈めた。
また別の伝承では、イペタムには干し魚を食わせる。干し魚を与えないでイペタムが腹を空かせると、イペタムはひとりでに鞘から抜け出して、人の血を求めるという。このイペタムも、明治頃に海に沈められた。

## ユーカラの妖刀

### 妖しい刀の昔話
生まれ故郷で不遇な目にあった兄弟が、村を出奔した。兄弟は水たまりにアメマスが2尾いるのを見つけて、ヤスで突いて取り上げると、アメマスは2本の刀になった。刀を手に入れた兄弟は、ある村にたどりついて、それぞれ妻を娶って暮らし始めた。まもなく弟の妻は身ごもって、女子を産んだ。弟の家には唐櫃が置いてあったが、その唐櫃からネズミが物を噛むような音がすると、弟は箱の中に革を入れていた。ある晩、妻は厠へ行きたくなって夜中に目を覚まし、外へ出た。厠から戻ってくると、家の中が明るくなっていた。覗いて見ると、梁の上に、肌が光り輝いている裸の美女がいて、赤ん坊を掴んで揺さぶっていた。妻が戸を開けて入ると、部屋は真っ暗になり、赤ん坊は喉を裂かれて死んでいた。夫婦は悲哀に沈みながら暮らしたが、そのうち妻はまた身ごもって、こんどは男子を産んだ。また唐櫃からネズミが物を噛むような音がして、弟は箱の中に革を入れていた。ある晩、妻はまた厠へ行きたくなって夜中に目を覚まし、こんどは赤ん坊を抱いて外へ出た。厠から戻ってくると、家の中が明るくなっていた。覗いて見ると、裸の美女が弟を掴んで揺さぶっていた。妻が戸を開けて入ると、部屋は真っ暗になり、弟は喉を裂かれて死んでいた。妻の父が兄を問いただすと、兄弟が持っていた、あのアメマスが変じた刀の祟りだと分かった。妻と兄は2本の刀を山に捨てたが戻ってきたので、こんどは石を縛り付けて海に沈めたら、戻ってこなかった。

### 隠された人食い刀
ポンヤウンペの家には、ムッケ イペタム（隠された人食い刀）という短刀があった。ある夜、ポンヤウンペは短刀を持って出かけ、ある大きな家にたどりついた。家の中を覗いて見ると、武装した人々が集まって、ポンヤウンペを襲う相談をしていた。そのうちポンヤウンペの懐にあった短刀が飛んでいって、ひとりの呪術師を刺し殺して戻ってきた。ポンヤウンペは家の中に踏み込んで、男たちを刀で切り殺していった。そうしているうちに、懐にあった短刀がまた飛び出して、まわりにいる男たちを一人残らず切り殺した。ポンヤウンペは、自分の味方をしてくれた2人の女を連れ帰って、3人で何の不自由もなく暮らした。

## 考察
イペタムは伝説上の刀剣であって形状は不明であるが、アイヌ刀はその全てが日本刀の太刀や腰刀の拵か、アイヌ好みの装飾を施した蝦夷拵（えぞこしらえ）である。